# 왕하오 (경보 선수)
왕하오(중국어: 王皓, 병음: Wáng Hào, 한자음: 왕호, 1989년 8월 16일~)는 중화인민공화국의 육상 선수로 주 종목은 경보이다. 2008년 하계 올림픽에 참가했으며 2009년 세계 육상 선수권 대회에서 남자 경보 20km 종목에서 금메달을 획득했다.